# Quiage
Quiage és una comuna d'Angola que forma part del municipi de Bula Atumba dins la província de Bengo.